# Xixiposaurus
Xixiposaurus („ještěr od vesnice Si-si-pcho (angl. Xixipo)“) byl rod prosauropodního plazopánvého dinosaura, žijícího v období rané jury na území dnešní Číny (geologické souvrství Lu-feng).

## Popis
Typovým druhem tohoto vývojově pokročilého prosauropoda je X. suni, kterého v roce 2010 popsal paleontolog Sekiya Toru. Jde zřejmě o vývojově nejpokročilejšího z dosud popsaných čínských prosauropodů. Tento dinosaurus měřil na délku asi 4 metry.